# 8chan
8kun, tidigare 8chan, även kallat Infinitechan, har ∞chan som logga och är ett engelskspråkigt Internetforum där användare huvudsakligen konverserar genom att lägga upp bilder. Webbplatsen består av användarskapade forum där skaparen fungerar som forumets administratör och moderator. Användare kommunicerar huvudsakligen anonymt. 8chan har mottagit både lovord och kritik för sitt utnyttjande av yttrandefrihet med få restriktioner. Sajten tillåter diskussioner om alla ämnen, liksom uppladdning av alla sorters bilder – oavsett hur kontroversiella de är – så länge de inte bryter mot USA:s lagar. 8chan skapades i oktober 2013 av programmeraren Fredrick Brennan, även känd via sitt alias Hotwheels.

## Historiska händelser

### Gamergate
Några av 8chans största forum har spelat stor roll under Gamergate-kontroversen. Då ökade sajten starkt i popularitet när det icke-relaterade Internetforumet 4chan förbjöd diskussioner om det hela, vilket resulterade i en migration av användare. 8chan hade år 2014 i genomsnitt 35 000 unika besökare varje dag och 400 000 inlägg i veckan.

### Masskjutningen i El Paso 2019
I samband med masskjutningen i El Paso 2019 publicerade skytten sitt manifest på 8chan, och det misstänktes att andra skyttar gjort samma sak. Därför stoppade flera större internetleverantörer forumet, vilket ledde till att 8chan gick off-line. Det startade igen i oktober 2019 namnet 8kun. I samband med det uttalades att sådant som stred mot amerikansk lag skulle plockas ned, men att inga inskränkningar mot amerikansk yttrandefrihetslag skulle göras.